# Kotredeščica
Kotredeščica je levi pritok potoka Medija, ki teče skozi Zagorje ob Savi in se kot levi pritok izliva v reko Savo. Kotredeščica teče skozi vas Kotredež, kjer se ji priduži potok Potočnica, kasneje pa še potok Konjščica. Kotredeščica se v Medijo izliva v Zagorju ob Savi.